# Variabile SU Ursae Majoris
Una variabile SU Ursae Majoris (sigla: UGSU) è un sottotipo di nova nana il cui prototipo è SU Ursae Majoris. Si tratta di sistemi binari formati da una nana bianca che riceve materiale da una compagna stretta e la cui variabilità dipende dall'instabilità del disco di accrescimento che si forma intorno alla nana bianca. Questo tipo di stelle è caratterizzato, oltre che da esplosioni normali tipiche delle più comuni variabili U Geminorum, da esplosioni dette supermassimi, più rare e più luminose di quelle che avvengono solitamente. Questi sistemi normalmente hanno periodi orbitali di 2 - 2,5 ore o anche meno. L'intervallo tra un supermassimo e un altro è detto superciclo. 
Le esplosioni normali sono simili a quelle delle comuni novae nane, anche se solitamente l'intervallo tra un'esplosione e un'altra è più breve, 16 giorni nel caso di SU Majoris stessa. I supermassimi invece sono un paio di magnitudini più luminosi, durano più a lungo, mediamente 20 giorni invece che una settimana, e avvengono meno di frequente, uno ogni 3-10 esplosioni normali, ossia circa una volta ogni 3-6 mesi. 
Le SU Ursae Majoris sono a suddivise in due ulteriori sottotipi: le variabili WZ Sagittae e le ER Ursae Majoris (o RZ Leo Minoris). Le prime sono SU Ursae Majoris caratterizzate da gigantesche esplosioni in un arco di tempo (superciclo) lungo, tipico delle novae ricorrenti, mentre, al contrario, le ER Ursae Majoris hanno supercicli piuttosto brevi, e passano la metà del loro tempo con fenomeni esplosivi in atto. 
Esistono diverse teorie per spiegare i supermassimi anche se non esiste una spiegazione universalmente accettata. Una di queste viene chiamata in inglese thermal-tidal instability model, e suppone che le esplosioni, sia quelle normali che super, dipendano da un'instabilità del disco di accrescimento, ma mentre una normale esplosione è causata da un'instabilità termica del disco di accrescimento, in una super esplosione entra in gioco anche un'instabilità mareale del disco di accrescimento stesso.